# Lekeberg
Lekeberg is een Zweedse gemeente in Närke. De gemeente behoort tot de provincie Örebro län. De hoofdstad van de gemeente is Fjugesta. Ze heeft een totale oppervlakte van 484,2 km² en telde 7.097 inwoners in 2007.

## Gemeentelijke geschiedenis
In 1952 werd Lekeberg voor het eerst een zelfstandige gemeente. Tijdens de herindeling van gemeentes in 1971 werd Lekeberg bij de gemeente Örebro gevoegd. Vanaf 1 januari 1995 is de gemeente Lekeberg echter weer zelfstandig.

## Geografie
Lekeberg ligt circa 25km ten westen van Örebro langs de belangrijke E18 die van Stockholm naar Oslo loopt. De heuvelrug Kilsbergen loopt van het zuidwesten naar het noordwesten door de gemeente heen.
| Aangrenzende gemeenten | Aangrenzende gemeenten | Aangrenzende gemeenten | Aangrenzende gemeenten | Aangrenzende gemeenten |
| ---------------------- | ---------------------- | ---------------------- | ---------------------- | ---------------------- |
| Karlskoga              |                        |                        |                        | Örebro                 |
|                        |                        |                        |                        |                        |
| Degerfors              | Kumla                  |                        |                        |                        |
|                        |                        |                        |                        |                        |
| Laxå                   |                        | Hallsberg              |                        |                        |

## Plaatsen
- Fjugesta
- Mullhyttan
- Lanna
- Gropen
- Hidinge
- Kvistbro

## Bezienswaardigheden
De belangrijkste bezienswaardigheid in Lekeberg is Riseberga klooster. Deze goed behouden gebleven kloosterruïne stamt uit het einde van de 12de eeuw. Tevens zijn er meerdere grafvelden uit de ijzertijd op verschillende plaatsen.
Daarnaast liggen er tien natuurreservaten, waaronder het nationaal park Garphyttan, binnen de gemeentegrenzen.

## Trivia
Eddy Zoëy en zijn collega's van het televisieprogramma Nu we er toch zijn: Op vakantie (Zweden), bezochten de gemeente Lekeberg in juni 2008. Hun gastvrijheidsonderzoek resulteerde in een zilveren prijs. Deze werd door hen bevestigd op een grote steen in een graanveld ten oosten van rijksweg 204 tussen Fjugesta en Gropen. Dit alles was te zien in de aflevering die op 13 juli 2008 uitgezonden werd op Nederland 2. De prijs bevindt zich tegenwoordig in het gemeentehuis van Lekeberg.